# Jardim Proença

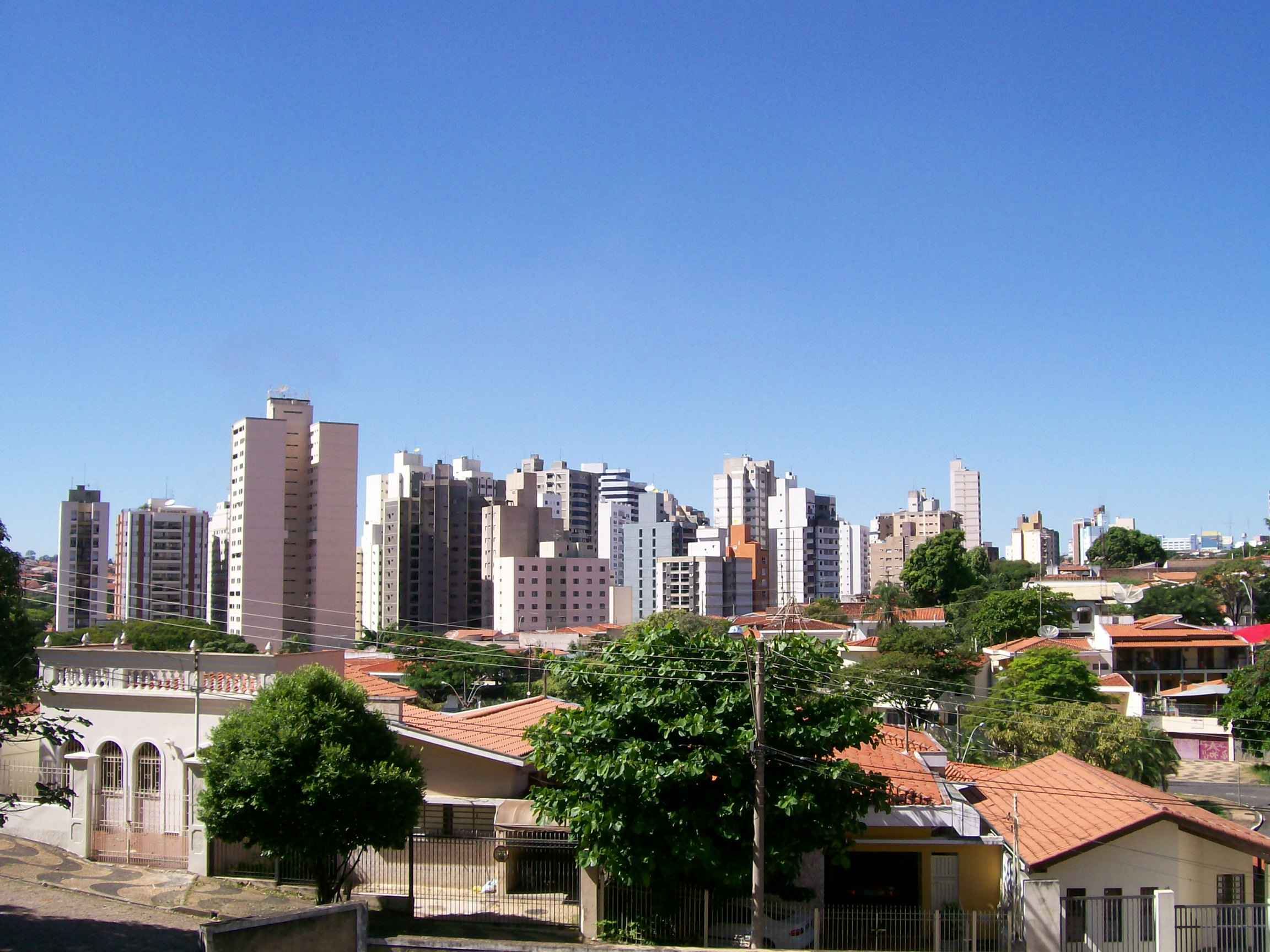
Prédios do Jardim Proença vistos a partir da Rua Proença.

O Jardim Proença, também conhecido como Proença, é um bairro nobre localizado na Zona Sul de Campinas.
Ocupa um vale, no qual passa a Av. Princesa D'Oeste, tendo nos seus limites os dois principais estádios de Campinas: o Brinco de Ouro e o Estádio Moisés Lucarelli. É um bairro tradicional da cidade de Campinas, considerado, juntamente com os bairros Nova Campinas, Cambuí e Guanabara, por ser um dos bairros de alto poder aquisitivo perto da região central de Campinas (existem outros bairros, como o Alphaville e Gramado, que também constituem a lista de bairros de alto padrão mas encontram-se em região mais afastada do Centro) e  ainda com muitas casas fazendo contraste com a intensa verticalização.

## História
Em terreno que hoje fica no bairro foi construída a Casa Grande e Tulha, remanescente do período canavieiro e cafeeiro na cidade, entre o final do século XVIII e ao longo do século XIX. O bairro compartilha o nome com a rua na qual se inicia, uma homenagem a Antônio Manuel Proença, proprietário de uma fazenda na região entre o Estádio Brinco de Ouro e o Bosque São José.

## Bairros dentro do Jardim Proença
Em função do fato de Campinas não ter delimitação legal e precisa dos bairros, há bairros que são desconhecidos da população em geral, em função de seu pequeno tamanho:
1. Jardim Paulistano (parte entre a Av. Monte Castelo e o Bosque São José);
2. Jardim Primavera (parte próxima ao Estádio Moisés Lucarelli);
3. Jardim Novo São José (nas imediações do Bosque São José);
4. Vila Marta (ao lado do Jardim Primavera);
5. Vila Nova São José (próxima à linha do trem e ao Cemitério da Saudade).